# Черчилл (Лабрадор)
Че́рчилль (англ. Churchill River, фр. Fleuve Churchill) — найдовша річка у провінції Ньюфаундленд і Лабрадор, Канада. Середньорічний стік 1 620 м³/с. Сточище 79 800 км².
Бере початок у водосховищі Смолвуд у Лабрадорі, прямує через озеро Мелвілл (англ. Lake Melville) і впадає в Атлантичний океан.

## Історія
Перші мешканці затоки — народи інну жили над річкою ще до її відкриття європейцями. Мовою інну річка відома як Мішташипу — «Велика Річка» (фр. la Grande rivière, англ. Grand River).
У 1821 р. Вільям Мартин, капітан корабля «Бріг Клінкер» (англ. HM Brig Clinker) назвав річку «Гамільтон» на честь Чарльза Гамільтона, губернатора Ньюфаундленда у 1818—1825 рр. У 1965 р. прем'єр-міністр Ньюфаундленда Джої Смолвуд, перейменував річку на «Черчилль» на честь прем'єр-міністра Великої Британії Вінстона Черчилля.

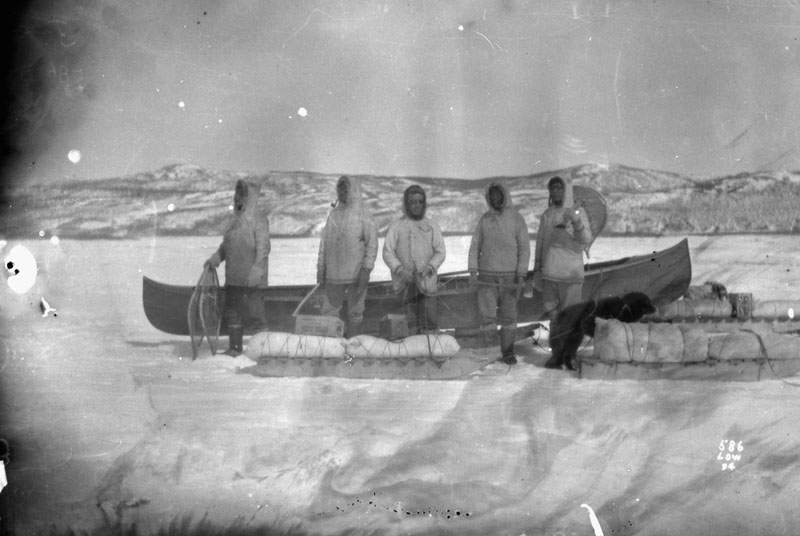
Річка Гамільтон, Лабрадор в 1894.

## Гідроелектростанції
Загальне падіння річки становить 1500 м, ділянка довжиною 25,4 км, де знаходиться водоспад Черчилль, має загальне падіння 316 м, висота самого водоспаду 75 м. Річка має значний гідропотенціал, який активно використовується. На місці водоспаду Черчилль у 1970 році збудовано дериваційну ГЕС Черчилл-Фолс, яка є найпотужнішою гідроелектростанцією в Північній Америці: у водосховищі Смолвуд приховано витоки річки. Також планується розвиток гідровузла та будівництво інших гідроелектростанцій.
Після ГЕС Черчилл-Фолс розташовано ГЕС Мускрат-Фолс.

## Джерело
- Albert Peter, Low «Report on explorations in the Labrador peninsula along the East Main, Koksoak, Hamilton, Manicuagan and portions of other rivers in 1892», Geological Survey of Canada, Ottawa, Queen's Printer | 1896, 387 ст. (англ.)